# Galumna singularis
Galumna singularis är en kvalsterart som först beskrevs av Sandór Mahunka 1995.  Galumna singularis ingår i släktet Galumna och familjen Galumnidae. Inga underarter finns listade i Catalogue of Life.